# Geordi La Forge
Geordi La Forge je fiktivni lik iz američke znastveno-fantastične serije Zvjezdane staze kojeg glumi LeVar Burton. Pojavljuje se u serijalu Nova generacija te u filmovima: Generacije, Prvi kontakt, Pobuna i Nemesis.